# زاوية سنغ
زاوية سنغ (بالإنجليزية: Zaviyeh Sang)‏ هي قرية تقع في أردبيل في إيران. يقدر عدد سكانها بـ 248 نسمة بحسب إحصاء 2016.